# Старый Колдаис
Старый Колдаис — деревня в составе Оськинского сельского поселения Инзенского района Ульяновской области.

## География
Находится на расстоянии примерно 6 километров на юг по прямой от районного центра города Инза, на реке Старый Калдаис. 

## История
Со старого на новый Колдаис мигрировала мордва в XVII веке в поисках свободных ухожаев. Кулдай – чувашское языческое мужское имя, ис (буртасское) – «вода, река»: «Кулдаева река».
До 1929 года село Старый Колдаис входило в состав Городищенского уезда, Пензенской губернии, затем в Инзенском районе Ульяновской области.
В 1914 году было учтено 65 дворов. В 1990-е годы работало отделение совхоза «Панциревский».

## Население
Население составляло 27 человек в 2002 году (русские 89%), 8 по переписи 2010 года.